# بطولة آسيا للأندية للكرة الطائرة للسيدات 2023
بطولة آسيا للأندية للكرة الطائرة للسيدات 2023 هي النسخة الثالثة والعشرون من دوري أبطال آسيا لكرة الطائرة للسيدات، وهي بطولة سنوية للأندية النسائية في الكرة الطائرة ينظمها الاتحاد الآسيوي لكرة الطائرة بالتعاون مع الاتحاد الفيتنامي للكرة الطائرة.
أقيمت البطولة في فينه ين، محافظة فين فوك، فيتنام، في الفترة من 25 أبريل إلى 2 مايو 2023. وتأهل الفائز في البطولة إلى بطولة العالم للأندية للكرة الطائرة للسيدات 2023.
فاز المركز الرياضي 1 بالبطولة لأول مرة بعد فوزه على دايموند فود–فاين شيف في المباراة النهائية التي انتهت بالشوط الفاصل. وحصلت تران ثي ثانه ثوي على جائزة أفضل لاعبة ‏ في البطولة.
بينما حصل نادي لياونينغ دونغوا على الميدالية البرونزية بعد فوزه على نظيره كينغ وايل تايبيه في مباراة من أربعة أشواط.

## التصفيات
وفقًا لأنظمة الاتحاد الآسيوي للكرة الطائرة، فإن الحد الأقصى للفرق المشاركة في جميع بطولاته هو 16 فريقًا، ويجري اختيارها وفقًا للتالي:
- فريق واحد من الدولة المستضيفة
- 10 فرق وفقًا لترتيب النسخة السابقة
- 5 فرق من كل من المناطق الخمس (مع إقامة تصفيات إذا لزم الأمر)

## الاتحادات المتأهلة
| الحدث                                         | الحدث                                         | التواريخ         | الموقع  | المقاعد | الفرق المتأهلة                                 |
| --------------------------------------------- | --------------------------------------------- | ---------------- | ------- | ------- | ---------------------------------------------- |
| الدولة المستضيفة                              | الدولة المستضيفة                              | —                | —       | 1       | فيتنام                                         |
| بطولة آسيا للأندية للكرة الطائرة للسيدات 2022 | بطولة آسيا للأندية للكرة الطائرة للسيدات 2022 | 24–30 أبريل 2022 | سيماي   | 3       | كازاخستان تايلاند إيران أوزبكستان قيرغيزستان   |
| البطاقات المباشرة من المناطق                  | شرق آسيا                                      | 15 يناير 2023    | بانكوك  | 5       | الصين تايبيه الصينية هونغ كونغ اليابان منغوليا |
| المجموع                                       | المجموع                                       | المجموع          | المجموع | 9       |                                                |

ملاحظات:
1. ↑  هذه هي المرة الأولى التي يشارك فيها فريق من منغوليا في دوري أبطال آسيا لكرة الطائرة للسيدات.[3]

خططت كوريا الجنوبية أيضًا لإرسال فريق، لكنها لم تفعل ذلك بسبب تعارض جدول الدوري.

## الفرق المشاركة

### الفرق المشاركة
الفرق التالية تأهلت للمشاركة في البطولة.
| الاتحاد        | الفريق               | ترتيب الدوري المحلي                                |
| -------------- | -------------------- | -------------------------------------------------- |
| فيتنام         | المركز الرياضي 1     | غير متاح (منتخب وطني)                              |
| كازاخستان      | ألتاي                | بطل الدوري الوطني الكازاخستاني للسيدات 2022–23     |
| تايلاند        | دايموند فود          | وصيف دوري الكرة الطائرة التايلاندي للسيدات 2021–22 |
| إيران          | بايكان طهران للسيدات | بطل الدوري الإيراني الممتاز للسيدات 2022–23        |
| الصين          | لياونينغ دونغوا      | المركز الرابع في الدوري الصيني الممتاز 2021–22     |
| تايبيه الصينية | كينغ وايل تايبيه     | بطل دوري المشاريع للكرة الطائرة 2022–23            |
| هونغ كونغ      | نادي هيب هينغ        | بطل كأس VBAHK 2022                                 |
| اليابان        | ينابيع هيساميتسو     | بطل دوري القسم الأول للسيدات 2021–22               |
| منغوليا        | نادي خوفسغول إرشم    | بطل الدوري المنغولي الممتاز 2022–23                |

### الملاعب
استضافت البطولة صالة فينه فوك للألعاب الرياضية، الواقعة في فينه ين، محافظة فين فوك، فيتنام.
| فينه ين، فيتنام                | فينه ين، فيتنام |
| ------------------------------ | --------------- |
|                                |                 |
| صالة فينه فوك للألعاب الرياضية |                 |
| السعة: 3,000                   |                 |

### نظام ترتيب المجموعات
1. إجمالي عدد الانتصارات (مباريات الفوز، مباريات الخاسرة).
2. في حالة التعادل، تُستخدم المعايير التالية بالترتيب:
  - مباراة الفوز 3–0 أو 3–1: 3 نقاط للفائز، 0 نقطة للخاسر.
  - مباراة الفوز 3–2: 2 نقطة للفائز، 1 نقطة للخاسر.
  - مباراة الانسحاب: 3 نقاط للفائز، 0 نقطة للخاسر (النتيجة 0–25، 0–25، 0–25).
3. إذا استمر التعادل بعد فحص عدد الانتصارات والنقاط المكتسبة، يُنظر إلى المعايير التالية لحسم التعادل:
  - نسبة الأشواط: ترتيب الفرق بناءً على نسبة الأشواط التي فازت بها مقارنة بالأشواط التي خسرتها.
  - نسبة النقاط: إذا استمر التعادل، يكون الترتيب بناءً على نسبة النقاط المسجلة مقارنة بالنقاط المستقبلة.
  - المواجهة المباشرة: إذا استمر التعادل بعد تطبيق المعايير السابقة، تُرتَّب الفرق بناءً على نتيجة المواجهة المباشرة بين الفرق المتعادلة. في حالة تعادل 3 فرق أو أكثر، تُحتسب النتائج بين الفرق المتعادلة فقط.

## الدور التمهيدي
- جميع الأوقات حسب توقيت الهند الصينية (ت ع م+07:00).

### المجموعة أ
| م | Team                   | Pld | W | L | Pts | SW | SL | SR    | SPW | SPL | SPR   | التأهل         |
| - | ---------------------- | --- | - | - | --- | -- | -- | ----- | --- | --- | ----- | -------------- |
| 1 | المركز الرياضي 1       | 3   | 3 | 0 | 8   | 9  | 4  | 2٫250 | 295 | 264 | 1٫117 | نصف النهائي    |
| 2 | كينغ وايل تايبيه       | 3   | 2 | 1 | 5   | 7  | 6  | 1٫167 | 282 | 264 | 1٫068 | نصف النهائي    |
| 3 | نادي هيساميتسو سبرينغس | 3   | 1 | 2 | 4   | 6  | 6  | 1٫000 | 258 | 249 | 1٫036 | المراكز من 5-9 |
| 4 | بيكان طهران            | 3   | 0 | 3 | 1   | 3  | 9  | 0٫333 | 219 | 277 | 0٫791 | المراكز من 5-9 |

| التاريخ  | التوقيت |                   | النتيجة |                        | الشوط 1 | الشوط 2 | الشوط 3 | الشوط 4 | الشوط 5 | المجموع | التقرير |
| -------- | ------- | ----------------- | ------- | ---------------------- | ------- | ------- | ------- | ------- | ------- | ------- | ------- |
| 25 أبريل | 19:45   | بيكان طهران       | 2–3     | المركز الرياضي 1       | 22–25   | 25–21   | 18–25   | 25–22   | 10–15   | 100–108 | تقرير   |
| 26 أبريل | 19:30   | كينغ وايل تايبيه  | 3–2     | نادي هيساميتسو سبرينغس | 16–25   | 25–21   | 25–22   | 24–26   | 15–8    | 105–102 | تقرير   |
| 27 أبريل | 19:30   | المركز الرياضي 1  | 3–1     | نادي هيساميتسو سبرينغس | 25–20   | 17–25   | 25–21   | 25–15   |         | 92–81   | تقرير   |
| 28 أبريل | 19:30   | بيكان طهران       | 1–3     | كينغ وايل تايبيه       | 14–25   | 10–25   | 25–19   | 18–25   |         | 67–94   | تقرير   |
| 29 أبريل | 16:30   | هيساميتسو سبرينغس | 3–0     | بيكان طهران            | 25–20   | 25–15   | 25–17   |         |         | 75–52   | تقرير   |
| 29 أبريل | 19:30   | كينغ وايل تايبيه  | 1–3     | المركز الرياضي 1       | 12–25   | 23–25   | 25–20   | 23–25   |         | 83–95   | تقرير   |

### المجموعة ب
| م | Team             | Pld | W | L | Pts | SW | SL | SR    | SPW | SPL | SPR   | التأهل             |
| - | ---------------- | --- | - | - | --- | -- | -- | ----- | --- | --- | ----- | ------------------ |
| 1 | دايموند فود      | 4   | 3 | 1 | 10  | 11 | 4  | 2٫750 | 349 | 280 | 1٫246 | نصف النهائي        |
| 2 | لياونينغ دونغهوا | 4   | 3 | 1 | 9   | 10 | 3  | 3٫333 | 316 | 243 | 1٫300 | نصف النهائي        |
| 3 | ألتاي            | 4   | 3 | 1 | 8   | 9  | 5  | 1٫800 | 318 | 238 | 1٫336 | المراكز من 5 إلى 9 |
| 4 | خوفسجول إرشيم    | 4   | 1 | 3 | 3   | 3  | 10 | 0٫300 | 217 | 296 | 0٫733 | المراكز من 5 إلى 9 |
| 5 | هيب هينغ         | 4   | 0 | 4 | 0   | 1  | 12 | 0٫083 | 179 | 322 | 0٫556 | المراكز من 5 إلى 9 |

| التاريخ  | التوقيت |                  | النتيجة |                  | الشوط 1 | الشوط 2 | الشوط 3 | الشوط 4 | الشوط 5 | المجموع | التقرير |
| -------- | ------- | ---------------- | ------- | ---------------- | ------- | ------- | ------- | ------- | ------- | ------- | ------- |
| 25 أبريل | 13:00   | خوفسجول إرشيم    | 0–3     | لياونينغ دونغهوا | 15–25   | 13–25   | 9–25    |         |         | 37–75   | تقرير   |
| 25 أبريل | 16:00   | ألتاي            | 3–2     | دايموند فود      | 22–25   | 19–25   | 25–22   | 25–14   | 15–11   | 106–97  | تقرير   |
| 26 أبريل | 13:30   | هيب هينغ         | 0–3     | دايموند فود      | 8–25    | 12–25   | 12–25   |         |         | 32–75   | تقرير   |
| 26 أبريل | 16:30   | خوفسجول إرشيم    | 0–3     | ألتاي            | 12–25   | 9–25    | 11–25   |         |         | 32–75   | تقرير   |
| 27 أبريل | 13:30   | لياونينغ دونغهوا | 3–0     | ألتاي            | 25–19   | 25–22   | 25–21   |         |         | 75–62   | تقرير   |
| 27 أبريل | 16:30   | هيب هينغ         | 1–3     | خوفسجول إرشيم    | 25–22   | 9–25    | 20–25   | 17–25   |         | 71–97   | تقرير   |
| 28 أبريل | 13:30   | دايموند فود      | 3–0     | خوفسجول إرشيم    | 25–14   | 25–16   | 25–21   |         |         | 75–51   | تقرير   |
| 28 أبريل | 16:30   | لياونينغ دونغهوا | 3–0     | هيب هينغ         | 25–20   | 25–8    | 25–14   |         |         | 75–42   | تقرير   |
| 29 أبريل | 10:30   | ألتاي            | 3–0     | هيب هينغ         | 25–14   | 25–8    | 25–12   |         |         | 75–34   | تقرير   |
| 29 أبريل | 13:30   | دايموند فود      | 3–1     | لياونينغ دونغهوا | 23–25   | 29–27   | 25–22   | 25–17   |         | 102–91  | تقرير   |

## الجولة النهائية
- جميع الأوقات حسب توقيت الهند الصينية (ت ع م+07:00).
- يتم احتساب نتائج ونقاط المباريات بين الفرق نفسها التي لعبت سابقًا في الجولة التمهيدية في جولة التصنيف.

### المراكز من الخامس إلى التاسع
| م | Team              | Pld | W | L | Pts | SW | SL | SR    | SPW | SPL | SPR   |
| - | ----------------- | --- | - | - | --- | -- | -- | ----- | --- | --- | ----- |
| 5 | هيزاميتسو سبرينغز | 4   | 4 | 0 | 11  | 12 | 2  | 6٫000 | 325 | 221 | 1٫471 |
| 6 | ألتاي             | 4   | 3 | 1 | 10  | 11 | 3  | 3٫667 | 331 | 219 | 1٫511 |
| 7 | بيكان طهران       | 4   | 2 | 2 | 6   | 6  | 6  | 1٫000 | 255 | 262 | 0٫973 |
| 8 | خوفسجول إيرتشيم   | 4   | 1 | 3 | 3   | 3  | 10 | 0٫300 | 213 | 296 | 0٫720 |
| 9 | هيب هينغ          | 4   | 0 | 4 | 0   | 1  | 12 | 0٫083 | 196 | 322 | 0٫609 |

| التاريخ | التوقيت |                   | النتيجة |          | الشوط 1 | الشوط 2 | الشوط 3 | الشوط 4 | الشوط 5 | المجموع | التقرير |
| ------- | ------- | ----------------- | ------- | -------- | ------- | ------- | ------- | ------- | ------- | ------- | ------- |
| 30 Apr  | 16:30   | هيزاميتسو سبرينغز | 3–0     | هيب هينغ | 25–9    | 25–9    | 25–15   |         |         | 75–33   | تقرير   |

### الأربعة الكبار
|  | نصف النهائي      | نصف النهائي |                      |   | النهائي | النهائي |
|  |                  |             |                      |   |         |         |
|  | 1 May            |             |                      |   |         |         |
|  |                  |             |                      |   |         |         |
|  | المركز الرياضي 1 | 3           |                      |   |         |         |
|  | المركز الرياضي 1 | 3           | 2 May                |   |         |         |
|  | لياونينغ دونغوا  | 1           |                      |   |         |         |
|  | لياونينغ دونغوا  | 1           | المركز الرياضي 1     | 3 |         |         |
|  | 1 May            |             | المركز الرياضي 1     | 3 |         |         |
|  |                  | دايموند فود | 2                    |   |         |         |
|  | دايموند فود      | دايموند فود | 2                    | 3 |         |         |
|  | دايموند فود      |             |                      | 3 |         |         |
|  | كينغ ويل تايبيه  | 0           |                      |   |         |         |
|  | كينغ ويل تايبيه  | 0           | مباراة المركز الثالث |   |         |         |
|  |                  |             |                      |   |         |         |
|  | 2 May            |             |                      |   |         |         |
|  |                  |             |                      |   |         |         |
|  | لياونينغ دونغوا  | 3           |                      |   |         |         |
|  | لياونينغ دونغوا  | 3           |                      |   |         |         |
|  | كينغ ويل تايبيه  | 1           |                      |   |         |         |

#### نصف النهائي
| التاريخ | التوقيت |             | النتيجة |                 | الشوط 1 | الشوط 2 | الشوط 3 | الشوط 4 | الشوط 5 | المجموع | التقرير |
| ------- | ------- | ----------- | ------- | --------------- | ------- | ------- | ------- | ------- | ------- | ------- | ------- |
| 1 May   | 16:30   | دايموند فود | 3–0     | كينغ ويل تايبيه | 25–19   | 25–19   | 25–23   |         |         | 75–61   | تقرير   |

#### مباراة المركز الثالث
| التاريخ | التوقيت |                 | النتيجة |                 | الشوط 1 | الشوط 2 | الشوط 3 | الشوط 4 | الشوط 5 | المجموع | التقرير |
| ------- | ------- | --------------- | ------- | --------------- | ------- | ------- | ------- | ------- | ------- | ------- | ------- |
| 2 May   | 16:30   | لياونينغ دونغوا | 3–1     | كينغ ويل تايبيه | 26–24   | 25–20   | 22–25   | 25–21   |         | 98–90   | تقرير   |

#### النهائي
| التاريخ | التوقيت |                  | النتيجة |             | الشوط 1 | الشوط 2 | الشوط 3 | الشوط 4 | الشوط 5 | المجموع | التقرير |
| ------- | ------- | ---------------- | ------- | ----------- | ------- | ------- | ------- | ------- | ------- | ------- | ------- |
| 2 May   | 19:30   | المركز الرياضي 1 | 3–2     | دايموند فود | 21–25   | 17–25   | 25–20   | 25–22   | 15–10   | 103–102 | تقرير   |

## الترتيب النهائي
| الترتيب | الفريق            |
| ------- | ----------------- |
| الأول   | المركز الرياضي 1  |
| الثاني  | دايموند فود       |
| الثالث  | لياونينغ دونغهوا  |
| 4       | كينغ ويل تايبيه   |
| 5       | هيساميتسو سبرينغز |
| 6       | ألتاي             |
| 7       | بيكان طهران       |
| 8       | خوفسجول إرشيم     |
| 9       | هيب هينغ          |

|  | متأهل إلى بطولة العالم للأندية 2023 |

| بطلات آسيا للأندية 2023  |
| ------------------------ |
| المركز الرياضي 1 1st لقب |

| قائمة الـ 14 لاعبة |
| لي ثي ثانه ليين, تران ثي ثانه ثوي, فام ثي نغويت أنه, تران ثي بيك ثوي, هوانغ ثي كيو ترينه, نغوين خانه دانغ, فو ثي كيم ثوا, دوان ثي لام أونه, نغوين ثي ترينه, في ثي نهو كوينه, دينه ثي ترا جيانغ, تران تو لين, دوان ثي سوان, لي ثي لويين |
| المدرب الرئيسي |
| نغوين توان كيت |

## الجوائز
| - أفضل لاعبة تران ثي ثانه ثوي (VIE) (المركز الرياضي 1) - أفضل مُعدة نوتسارا تومكوم (THA) (دايموند فود) - أفضل الضاربات الخارجيات ساسيبابورن جانثاويسوت (THA) (دايموند فود) تران ثي ثانه ثوي (VIE) (المركز الرياضي 1) | - أفضل مُصدات الوسط كايوكالايا كامولثالا (THA) (دايموند فود) وانغ لوجيا (CHN) (لياونينغ دونغهوا) - أفضل ضاربة عكسية بياتريز فلافيو (BRA) (كينغ ويل تايبيه) - أفضل لاعبة حرة نوين خان دانغ (VIE) (المركز الرياضي 1) |

## قادة الإحصائيات
| الترتيب | الاسم                  | النقاط |
| ------- | ---------------------- | ------ |
| 1       | تران ثي ثانه ثوي (VIE) | 133    |
| 2       | بياتريز فلافيو (BRA)   | 100    |
| 3       | سانا أناركولوفا (KAZ)  | 96     |
| 4       | صن شياوشوان (CHN)      | 95     |
| 5       | لين شينيو (CHN)        | 90     |

| الترتيب | الاسم                   | المعدل |
| ------- | ----------------------- | ------ |
| 1       | وانغ لوجيا (CHN)        | 0,67   |
| 2       | تران تو لين (VIE)       | 0,59   |
| 3       | صن يوكينغ (CHN)         | 0,57   |
| 4       | تران ثي ثانه ثوي (VIE)  | 0,54   |
| 5       | كينزيبايفا إيرينا (KAZ) | 0,52   |

| الترتيب | الاسم                       | المعدل |
| ------- | --------------------------- | ------ |
| 1       | مهسا كدخدا (IRI)            | 0,43   |
| 2       | يليزافيتا مايستر (KAZ)      | 0,41   |
| 3       | ساسيبابرون جانثاويسوت (THA) | 0,38   |
| 4       | مونا أشفته (IRI)            | 0,31   |
| 5       | لياو يي-جين (TPE)           | 0,3    |

## وصلات خارجية
الاتحاد الآسيوي لكرة الطائرة